# Карпентер, Кип
Кип Карпентер (англ. Kip Carpenter; 30 апреля 1979, Каламазу, Мичиган) — американский конькобежец, призёр олимпиады.
Специализировался на коротких дистанциях. Наивысшего успеха в своей карьере достиг на Зимних Олимпийских играх 2002 года, где завоевал бронзовую медаль на дистанции 500 метров и занял четвёртое место на дистанции 1000 метров. Его лучшими достижениями на чемпионатах мира стали пятое место на Чемпионате мира в спринтерском многоборье 2004 года и шестое место на дистанции 1000 метров на Чемпионате мира на отдельных дистанциях в Сеуле.

## Лучшие результаты
- 500 метров — 34.67 (9 марта 2007 года, Солт-Лейк-Сити)
- 1 000 метров — 1:07.89 (16 февраля 2002 года, Солт-Лейк-Сити)
- 1 500 метров — 1:50.20 (27 ноября 1998 года, Калгари)